# Józef Makary Potocki
Józef Makary Potocki herbu Pilawa (zm. 1821) – hrabia, starosta halicki i czorsztyński, kilka raz posłował na sejmy w Warszawie, gdzie podczas panowania Stanisława Augusta Poniatowskiego zamieszkiwał przez pewien czas. 
Był synem Józefa Potockiego, kasztelana lwowskiego oraz jego drugiej żony Pelagii Potockiej, starościanki tłumackiej i grabowieckiej, córki Jerzego Potockiego, siostry rodzonej Katarzyny Kossakowskiej. Jego pierwszą żoną została Elżbieta Marianna Wielopolska (ok. 1747–1771, córka wojewody sandomierskiego Jana), z którą miał siedmioro dzieci małoletnio zmarłych. Drugą – ks. Ludwika Lubomirska, córka wojewody kijowskiego Stanisława Lubomirskiego. Był ojcem Antoniego oraz Stanisława Potockich. Jego wnukiem był Leon Potocki, znany polski pamiętnikarz.
Właściciel miasteczka Monasterzyska oraz wsi Jurkówka (dawny powiat jampolski, obecnie w obwodzie winnickim, w rejonie tulczyńskim na Ukrainie; tutaj zamieszkiwał po rozwodzie z drugą żoną).
W 1792 roku odznaczony Orderem Orła Białego, w 1792 roku został kawalerem Orderu Świętego Stanisława.